# Landhorst

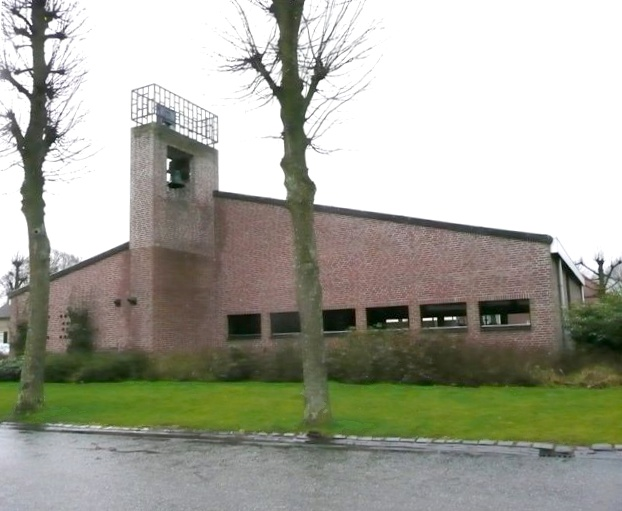

Landhorst est un village situé dans la commune néerlandaise de Sint Anthonis, dans la province du Brabant-Septentrional. Le 1er janvier 2005, le village comptait 740 habitants.